# William Waldorf Astor, Vizconde Astor
William Waldorf Astor (Nueva York, 31 de marzo de 1848- Brighton, 18 de octubre de 1919) fue un millonario estadounidense que se convirtió en noble británico. Era miembro de la prominente Familia Astor.

## Vida en Estados Unidos
William Astor nació en Nueva York, único hijo de John Jacob Astor III (1822-1890) y Charlotte Augusta Gibbes (1825-1887). Fue educado en Alemania e Italia antes de estudiar en la Escuela de Leyes de la Universidad de Columbia. En 1878, se casó con Mary Dahlgren Paul (1858-1894).
Fue elegido para la Asamblea del Estado de Nueva York en 1877, y al Senado en 1879, donde sirvió hasta 1881. Astor fue probablemente elegido con la ayuda del jefe republicano de Nueva York, el famoso Roscoe Conkling, con quien su familia estaba involucrada. En 1881, Astor fue derrotado por Roswell P. Flower como candidato para el Congreso de Estados Unidos. En 1882, el presidente Chester A. Arthur nombró a Astor ministro para Italia, cargo que desempeñó hasta 1885 ("Ve y diviértete, mi querido hijo", le dijo el presidente a Astor). Durante su estancia en Roma, Astor desarrolló una pasión por el arte y la escultura. 
A la muerte de su padre, a principios de 1890, Astor heredó una fortuna que le hizo el hombre más rico de Estados Unidos de América. También en 1890, comenzó la construcción del lujoso Hotel Waldorf, sobre el lugar de su antigua residencia (su primo, John Jacob Astor IV, construyó el contiguo Hotel Astoria en 1897, y el complejo se convirtió en el Hotel Waldorf-Astoria. William, aunque era el dueño, lo visitó sólo una vez en su vida).

## Gran Bretaña
En respuesta a una disputa que se originó con su tía Caroline Webster Schermerhorn Astor en 1891, sobre cuestiones de posición en la Alta Sociedad, Astor se mudó a Gran Bretaña con su familia. Alquiló la Lansdowne House en Londres hasta 1893, cuando compró una propiedad en Cliveden-on-Thames en Taplow, Buckinghamshire, al Duque de Westminster. En el verano de 1892, Astor fingió su propia muerte, aparentemente de neumonía. Sin embargo, el engaño fue prontamente descubierto, dando lugar a que Astor fuese objeto de burla en la prensa.
Astor hizo varias adquisiciones de negocios, mientras vivió en Londres. En 1892, compró la Pall Mall Gazette, y en 1893 creó la  Pall Mall Magazine. En 1911, adquirió The Observer. En 1912 vendió Magazine, y en 1914 regaló Gazette y The Observer, junto con el edificio en Newton Street, a su hijo Waldorf Astor. 
En 1903 adquirió el Castillo de Hever, cerca de Edenbridge, Kent, a unos 30 kilómetros al sur de Londres. La extensa propiedad, construida en 1270, fue el lugar donde Ana Bolena vivió de niña. William Waldorf Astor invirtió una gran cantidad de tiempo y dinero para restaurar el castillo, el edificio qué se conoce como la "Villa Tudor" y creó un lago y jardines. En 1905 dio a su hijo William Waldorf Astor II y a su nueva nuera, Nancy Langhorne, la propiedad de Cliveden como regalo de bodas.
En 1908, abrió el Hotel Waldorf en el West End de Londres, buscando establecer un hotel de estilo americano en el Reino Unido.

### Filantropía y nobleza
Astor, habiéndose convertido en ciudadano británico en 1899, se interesó en obtener distinción en la sociedad británica. Entre las organizaciones benéficas beneficiadas con sus donativos estaban The Hospital for Sick Children, Great Ormond Street (al que donó $ 250,000 en 1903), el University College de Londres, la Universidad de Oxford, la Universidad de Cambridge, la National Society for the Prevention of Cruelty to Children, la Sociedad de la Cruz Roja Británica y el Gordon Memorial College. Sus donaciones a organizaciones benéficas de guerra incluyeron $125,000 al Fondo de Ayuda Nacional del Príncipe de Gales, una cantidad similar al Fondo de Familias de Oficiales de la Princesa Luisa, $200,000 a la Sociedad de la Cruz Roja Británica, $25,000 al Comité de Empleo de la Reina María, y una suma similar al Lord Mayor's National Bands Fund. Donó anualmente $5,000 al King Edward's Hospital Fund a partir de su fundación en 1897.
Tales donaciones eran frecuentemente honradas con la concesión de un título de nobleza a su benefactor. El 1 de enero de 1916, se le ofreció y aceptó un título en la nobleza del Reino Unido bajo el título de Barón Astor del Castillo de  Hever en el condado de Kent. El 3 de junio de 1917, el Barón Astor fue elevado al rango de vizconde. La concesión fue controvertida, ya que representaba para muchos cómo un millonario estadounidense podía comprar su camino a la aristocracia británica.

## Muerte
Astor murió de insuficiencia cardíaca congestiva en el baño de su casa de Brighton, Sussex, Inglaterra, a los 71 años. Fue incinerado y sus cenizas enterradas en el piso de mármol de la capilla de Cliveden.

## Descendencia
- Waldorf Astor, 2do vizconde Astor (1879-1952) casado con Nancy Witcher Langhorne en 1906. Su primer matrimonio, en 1897, terminó en divorcio 1903.
- Pauline Astor (1880–1972), casada el 29 de octubre de 1904 con Herbert Henry Spender Clay (1875–1937).
- John Rudolph Astor (1881-1881).
- John Jacob Astor, 1.er barón Astor de Hever (1886-1971) se casó con Lady Violet Mary Elliot [de los condes de Minto] (1889-1965) en 1916.
- Gwendolyn Enid Astor (1889–1902).

- Datos: Q326229
- Multimedia: William Waldorf Astor / Q326229